# Cercottes
Cercottes é uma comuna francesa na região administrativa do Centro, no departamento Loiret. Estende-se por uma área de 24,43 km². Em 2010 a comuna tinha 1 503 habitantes (densidade: 61,5 hab./km²).